# مادلين لي
مادلين لي (بالإنجليزية: Madeleine Lee)‏ هي كاتِبة سنغافورية، ولدت في 1962.